# Aco Pérez
Heráldico Pérez Villamizar (Valledupar, 27 de octubre de 1984) más conocido como Aco Pérez es un  asesor político presentador,  actor de teatro, cine y televisión colombiano. 

## Biografía
Nació en Valledupar es hijo de locutor Jaime Pérez Parodi, estudió arte dramático y realización visual de la Real Escuela Superior de Arte Dramático de España. Hizo su especialización en estrategia política y comunicaciones y estudio en la Academia Charlot de Bogotá.
En 2012 debutó en la actuación en la bionovela Rafael Orozco el ídolo, ha actuado en las telenovelas Diomedes, el cacique de la Junta, La Cacica, y el El Hijo del Cacique. Participó en telenovelas humorísticas La Playita, Casa de reinas y Dejémonos de Vargas. Ha participado en los programas de concursos de Masterchef Celebrity y Survivor: La isla de los famosos en Canal RCN.

## Filmografía

### Televisión
- Dejémonos de Vargas (2023)
- Enfermeras (2022)
- Lala's Spa (2021)
- El hijo del Cacique (2019)
- La ley del corazón (2018)
- La Cacica (2017)
- Diomedes, el Cacique de La Junta (2015)
- La Playita (2014)
- Casa de reinas (2013)
- Rafael Orozco, el ídolo (2012)

### Reality
| Año  | Título                          | Rol          | Canal     |
| ---- | ------------------------------- | ------------ | --------- |
| 2023 | La isla de los famosos Colombia | Participante | Canal RCN |
| 2022 | MasterChef Celebrity Colombia   | Participante | Canal RCN |